# Na'ura
Na'ura (hebrejsky נָעוּרָה, arabsky ناعوره, anglicky Na'ura) je arabská vesnice v Izraeli, v Severním distriktu, v Oblastní radě Gilboa.

## Geografie
Leží v Dolní Galileji, na rozmezí východních svahů masivu Giv'at ha-More a planiny Ramot Isachar, severně od Jizre'elského respektive Charodského údolí, v nadmořské výšce 125 metrů. Z Giv'at ha-More stéká vádí Nachal Na'ura, jež protéká po východním okraji obce, dál k východu teče vádí Nachal Šejzafim.
Nachází se 20 kilometrů jihozápadně od Galilejského jezera a 17 kilometrů západně od řeky Jordánu, v oblasti s intenzivním zemědělstvím.
Vesnice se nachází cca 9 kilometrů východně od města Afula, cca 83 kilometrů severovýchodně od centra Tel Avivu a cca 43 kilometrů jihovýchodně od centra Haify. Na'uru obývají izraelští Arabové, přičemž osídlení na jih odtud je převážně židovské. Na severní, východní a západní straně je etnické složení osídlení smíšené, nachází se tu ještě několik arabských vesnic. Nejblíže z nich je to Tajbe a Tamra.
Na'ura je na dopravní síť napojena pomocí lokální silnice číslo 716.

## Dějiny
Na'ura vznikla ve středověku, cca před 500 lety a jejími zakladateli byl arabský klan Zuabija (זועבייה), který založil i několik dalších okolních vesnic (například Tajbe).
Tato arabská vesnice měla v roce 1922 200 obyvatel. Během války za nezávislost v roce 1948 byla sice vesnice ovládnuta izraelskými silami, ale nebyla na rozdíl od mnoha jiných arabských vesnic vysídlena a uchovala si svůj etnický ráz i v rámci státu Izrael.
V obci sídlí střední škola, která slouží i arabským žákům z okolních vesnic.

## Demografie
Podle údajů z roku 2014 tvořili naprostou většinu obyvatel v Na'uře Arabové. Jde o menší sídlo vesnického typu s rostoucí populací. K 31. prosinci 2014 zde žilo 2072 lidí. Během roku 2014 populace stoupla o 1,9 %.
| Rok            | 1922 | 1949 | 1961 | 1972 | 1983 | 1995  | 2001  | 2003  | 2004  | 2005  | 2006  | 2007  | 2008  | 2009  | 2010  | 2011  | 2012  | 2013  | 2014  |
| -------------- | ---- | ---- | ---- | ---- | ---- | ----- | ----- | ----- | ----- | ----- | ----- | ----- | ----- | ----- | ----- | ----- | ----- | ----- | ----- |
| Počet obyvatel | 200  | 247  | 381  | 571  | 883  | 1 241 | 1 510 | 1 609 | 1 651 | 1 713 | 1 778 | 1 830 | 1 879 | 1 864 | 1 907 | 1 952 | 1 978 | 2 034 | 2 072 |